# Grups ètnics de Moçambic

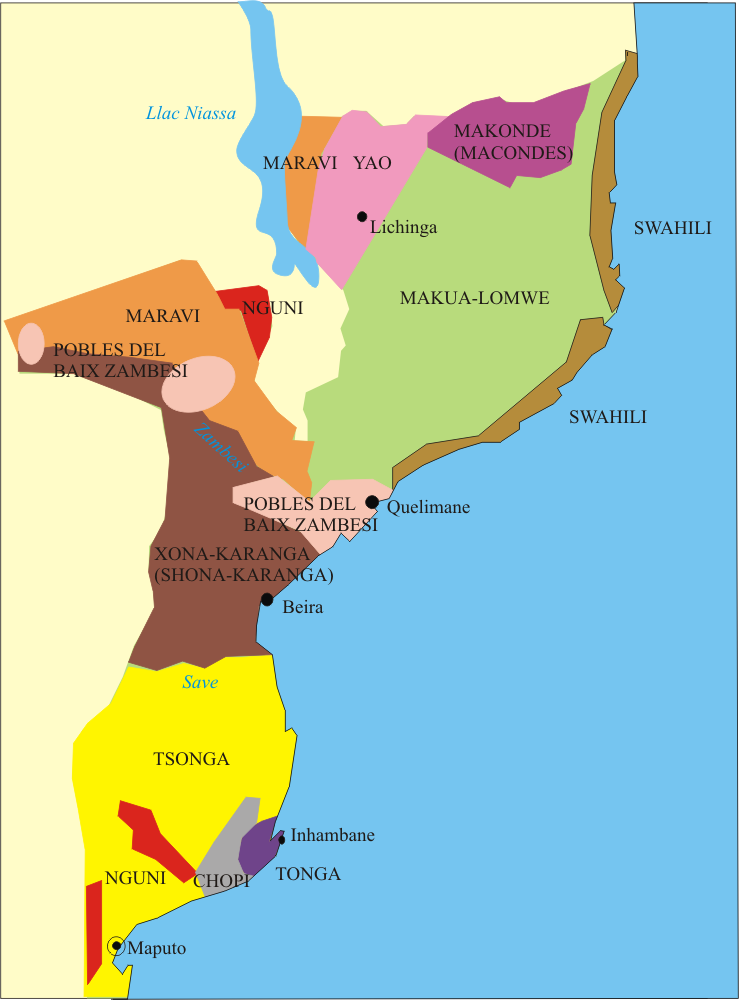
Distribució dels principals grups humans de Moçambic

El grups humans de Moçambic es divideixen en nombrosos subgrups amb varietat de llengües, dialectes, cultures i histories. Els grups principals són els macua (makwa o makua), els xona, sena o karanga, els tsonga (shangaan), els macondes (makonde), els wa yao, els suahilis, els tonga, els chopi, els nguni i els maravis. També hi ha un petit nombre d'europeus descendents d'antics colons portuguesos (eren uns 260.000 el 1975 però gran part van deixar el país) i els anomenats mestissos, barreja de blancs i nadius. També hi ha una rellevant minoria índia i petites minories àrab i xinesa.